# Walther Fischer von Weikersthal

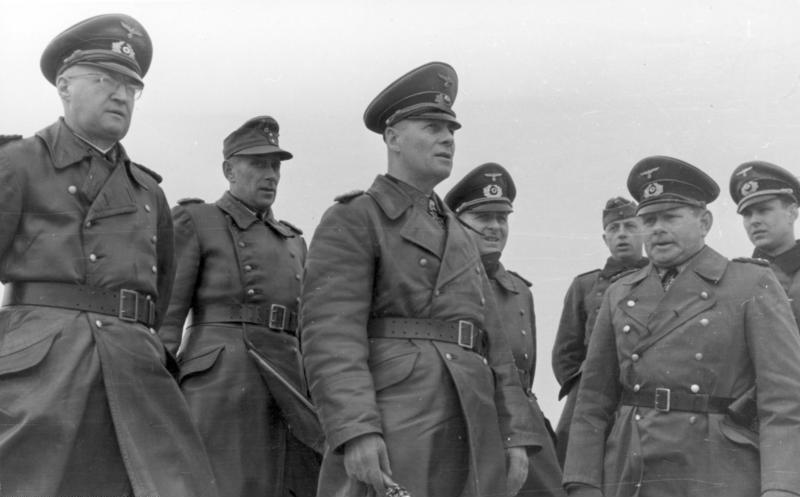
Fischer von Weikersthal (erste Reihe ganz links) neben Erwin Rommel (Bildmitte) und Felix Schwalbe (Zweiter von rechts).

Walther Fischer von Weikersthal (* 15. September 1890 in Stuttgart; † 11. Februar 1953 ebenda) war ein deutscher General der Infanterie im Zweiten Weltkrieg.

## Leben
Er war der Sohn des Oberleutnants Karl Fischer von Weikersthal (1849–1924) und dessen Ehefrau Sophie, geborene Freiin von Malchus (1858–1941). Fischer trat am 30. Juni 1909 als Fahnenjunker in das Grenadier-Regiment „Königin Olga“ (1. Württembergisches) Nr. 119 der Württembergischen Armee ein. Dort wurde er am 25. Februar 1910 zum Fähnrich und am 16. November 1910 zum Leutnant befördert.

## Erster Weltkrieg
Mit Ausbruch des Ersten Weltkrieges machte sein Regiment mobil und kam zunächst im Verbund mit der 26. Division (1. Königlich Württembergische) in den Argonnen zum Einsatz. Bis zu einer Verwundung am 6. September 1914 diente Fischer als Adjutant des II. Bataillons. Nach seiner Genesung kehrte er zunächst zum Ersatz-Bataillon seines Regiments zurück. Als Zugführer war er ab 10. Dezember 1914 an der Ostfront im Einsatz. Vom 22. Dezember 1914 bis 1. März 1915 fungierte Fischer als Kompanieführer, stieg dann zum Regimentsadjutant auf und wurde am 22. März 1915 zum Oberleutnant befördert. Im Dezember 1915 wurde er mit seinem Regiment wieder an die Westfront verlegt und kämpfte hier u. a. an der Somme und bei Arras. Nach einem kurzzeitigen Einsatz an der Italienfront kehrte Fischer mit dem Regiment im Dezember 1917 wieder in den Westen zurück. Vor der Großen Schlacht in Frankreich wurde Fischer am 11. März 1918 zum Generalstab des XIII. (Königlich Württembergisches) Armee-Korps versetzt und hier am 22. März zum Hauptmann befördert. Aus diesem erfolgte vom 11. Juni bis 18. Oktober 1918 seine Abkommandierung zur 243. (Württembergische) Infanterie-Division, wo er als Bataillonsführer eingesetzt wurde.

## Reichswehr
Nach Kriegsende verblieb Fischer zunächst noch beim Generalstab, wurde am 26. Dezember 1918 in sein Stammregiment zurückversetzt, blieb aber bis 25. Juni 1919 zum Stab des XIII. (Königlich Württembergisches) Armee-Korps abkommandiert. Im Übergangsheer fungierte Fischer im Stab des Reichswehr-Schützen-Regiments 25. Im Juli 1919 wechselte Fischer in die Aufklärungs- und Propagandaabteilung des Generalkommandos des XIII. Armee-Korps über. Anschließend von Ende August bis Mitte September 1919 kurzfristig als Offizier z. b. V. im Reichswehrministerium geführt, kam Fischer am 19. September 1919 zur Abwicklungsstelle in das Württembergische Kriegsministerium. Ab 1. Oktober 1919 wurde Fischer im Wehrkreis-Kommando V als Hilfsoffizier eingesetzt, wo er bis Ende Oktober 1920 verblieb. Anschließend begann er eine Generalstabsausbildung, war ab 1. Oktober 1921 für ein Jahr beim Stab der 6. und 5. Division der Reichswehr und wurde anschließend in den Stab nach Stuttgart versetzt. Zum 1. Oktober 1926 folgte dann seine Versetzung als Kompaniechef in das 1. (Preußisches) Infanterie-Regiment, wo er die kommenden drei Jahre verblieb.
Am 1. Oktober 1929 wurde Fischer, unter gleichzeitiger Beförderung zum Major, wieder in den Stab der 5. Division versetzt, wo er bis Juni 1933 als Lehrer bei der Führergehilfenausbildung fungierte. Während dieser Zeit erfolgte am 1. Dezember 1932 seine Beförderung zum Oberstleutnant. Von Juli 1933 bis Mitte Oktober 1935 diente der am 1. November 1934 zum Oberst beförderte Fischer, als Kommandeur des I. Bataillons im 13. (Württembergisches) Infanterie-Regiment und behielt diesen Posten auch nach der Umbenennung des Regiments in Infanterie-Regiment Ludwigsburg bei.

## Wehrmacht
Am 15. Oktober 1935 erfolgte seine Ernennung zum Kommandeur des Infanterie-Regiments 9, welches er bis Anfang Oktober 1936 befehligte. Am 6. Oktober 1936 stieg Fischer zum Chef des Generalstabes des V. Armeekorps auf. In dieser Position wurde er am 1. März 1938 zum Generalmajor befördert.

### Zweiter Weltkrieg

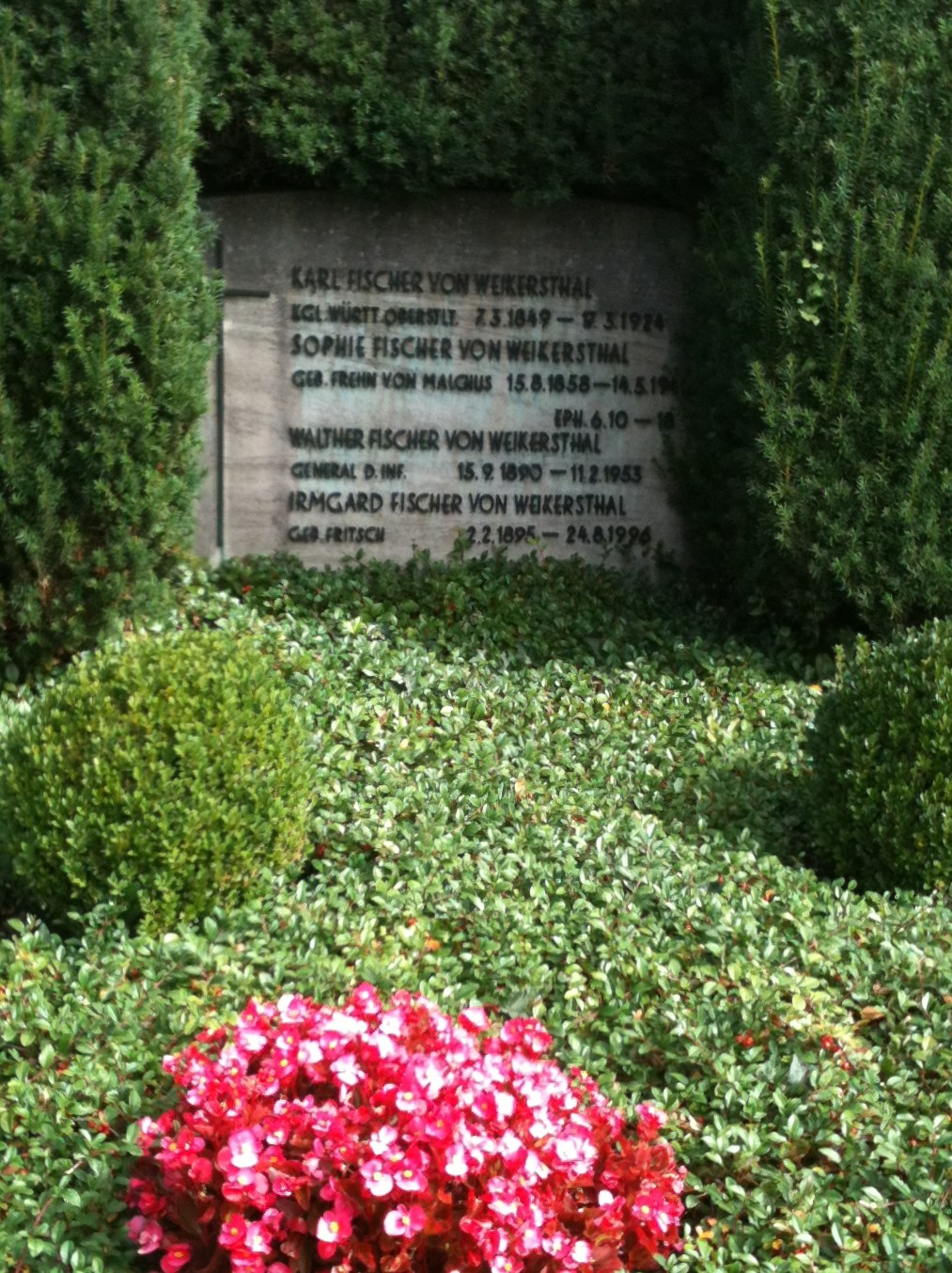
Grab der Familie auf dem Alten Friedhof in Tettnang

Am 26. August 1939 wurde Weikersthal im Zuge der Mobilmachung zum Chef des Generalstabes der 7. Armee ernannt, dessen Posten er sodann bis November 1940 innehielt. Am 1. April 1940 war er bereits zum Generalleutnant befördert worden. Im Anschluss hieran war Weikersthal vom 25. November 1940 bis Ende November 1941 Kommandeur der 35. Infanterie-Division. Die Division wurde im Ostfeldzug ab Juni 1941 im Mittelabschnitt der Ostfront eingesetzt und stieß bis Dezember 1941 bis vor Moskau vor. Bereits am 6. August 1941 wurde Weikersthal mit dem Ritterkreuz des Eisernen Kreuzes ausgezeichnet. Zum 1. Dezember 1941 stieg Weikersthal zum Kommandierenden General des LIII. Armeekorps auf, das er bis 25. Januar 1942 kommandierte. Hier wurde er auch am 1. Januar 1942 zum General der Infanterie befördert. Keilig gibt diese Beförderung allerdings zum 1. Dezember 1941 an. Am 23. März 1942 trat Weikersthal in die Führerreserve ein, um am 25. September 1942 zum Kommandierenden General des LXVII. Reserve-Armeekorps mit Standort in Brüssel ernannt zu werden. Dieses befehligte er anschließend bis Juli 1944, nachdem es im Januar 1944 in LXVII. Armeekorps umbenannt worden war. Die Stellenbesetzung vom 10. Juni 1944 bestätigt diese Aussage. Am 25. Juli 1944 wurde Weikersthal erneut in die Führerreserve versetzt und erst gegen Kriegsende, am 27. März 1945, mit einem neuen Kommando betraut. Hier nahm er die Funktion des Kommandierenden Generals des Höheren Kommandos Oberrhein wahr. Am 8. Mai 1945 geriet er in Kriegsgefangenschaft, aus der Weikersthal 1947 wieder entlassen wurde.
Weikersthal starb 1953 in Stuttgart-Degerloch. Beerdigt ist Fischer von Weikersthal im Familiengrab auf dem Alten Friedhof in Tettnang.

## Auszeichnungen
- Eisernes Kreuz (1914) II. und I. Klasse[4]
- Verwundetenabzeichen (1918) in Schwarz[4]
- Bayerischer Militärverdienstorden IV. Klasse[4]
- Ritterkreuz des Württembergischen Militärverdienstordens[4] am 21. Dezember 1914[5]
- Ritterkreuz I. Klasse des Friedrichs-Ordens mit Schwertern[4]
- Österreichisches Militärverdienstkreuz III. Klasse mit der Kriegsdekoration[4]